# Journée de huit heures

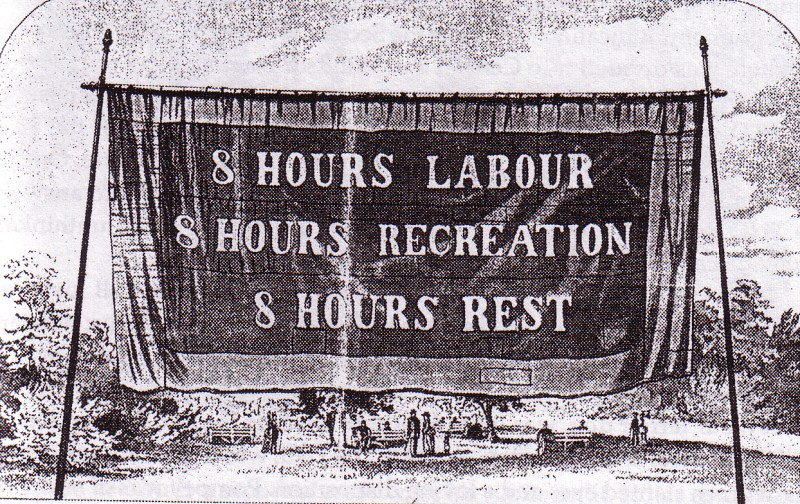

La journée de 8 heures, ou revendication à travailler au maximum 8 heures par jour, est une revendication historique des mouvements ouvriers dans tous les pays.

## Contexte

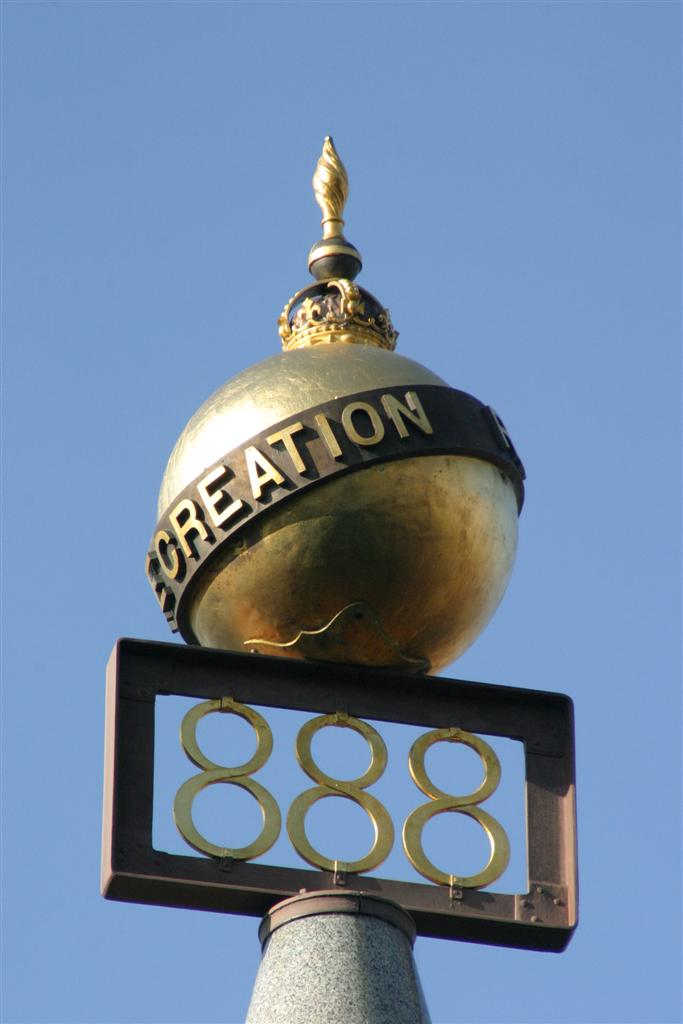
Monument célébrant les 8 heures, à Melbourne.

Comme précédent notable, en Espagne, en 1593, Philippe II institua, par édit royal, la journée de huit heures : « Tous les ouvriers des fortifications et des usines travailleront huit heures par jour, quatre le matin et quatre l'après-midi ; Les heures seront réparties par les ingénieurs selon le moment le plus convenable, pour éviter aux ouvriers de l'ardeur du soleil et leur permettre de prendre soin de leur santé et de sa conservation, sans faillir à leurs devoirs » (Loi VI de l'Instruction Ordonnance de 1593). Ces mêmes conditions de travail étaient également appliquées aux Indiens d'Amérique, qui avaient leur propre législation et étaient organisés en « républiques indiennes » où ils élisaient leurs propres ouvriers. maires, à l'exception de ceux qui travaillaient dans les mines, dont la journée était réduite à sept heures.
La révolution industrielle survient à la fin du XVIIIe siècle et au début du XIXe siècle tout d’abord au Royaume-Uni, en Belgique et en France où les nombreuses manufactures, les mines ou les chantiers embauchent des ouvriers en masse.
À l'époque, la durée de la journée de travail d'un ouvrier est de 10 heures voire plus dans la plupart des pays industrialisés ; elle peut aller jusqu'à 12 ou 14 heures.
Le slogan « 8 heures de travail, 8 heures de loisir, 8 heures de repos » est lancé par Robert Owen en 1817.
Les premières réglementations concernent le travail des enfants, aussi employés à l’usine où ils effectuent les tâches subalternes dans les mêmes mauvaises conditions que les adultes. On trouve ainsi des enfants dans les cotton mills du Nord de l’Angleterre, dans les docks et les ateliers textiles des États-Unis ou dans les filatures françaises. En Angleterre, le Factory Act de 1833 interdit, dans l’industrie textile, le travail des enfants de moins de 9 ans, et limite le temps de travail journalier en fonction de l’âge (10 heures pour les enfants de 9 à 14 ans, 12 heures pour ceux entre 14 et 18 ans) ; cette loi n’est élargie à l’ensemble des activités qu’en 1853.
En Angleterre, les femmes et les enfants obtiennent la journée de 10 heures en 1847, et en France, la loi des 10 heures instaurée lors de Révolution française de 1848 est abrogée quelques mois plus tard et des journées de 12 heures à nouveau imposées aux travailleurs français.
Seule l'Australie commence à bénéficier, dès 1856, d'une réglementation limitant la journée de travail des maçons à 8 heures, en raison d'un manque chronique d'ouvriers du bâtiment.

## Les manifestations du1ermai
La journée de 8 heures est une revendication historique de la Première Internationale, créée en 1864 à Londres, qui l'inscrit à son programme dès 1866.
Aux États-Unis, au cours de leur congrès de 1884, les syndicats américains se donnent deux ans pour imposer aux patrons une limitation de la journée de travail à huit heures. Ils choisissent de lancer leur action le 1er mai, date du moving day parce que beaucoup d’entreprises américaines entament ce jour-là leur année comptable et que les contrats ont leur terme ce jour-là, l'ouvrier devant déménager (d'où le terme de moving day) pour retrouver du travail. La grève générale du 1er mai 1886, impulsée par les anarchistes, est largement suivie. Ils sont environ 340 000 dans tout le pays.
À Chicago, la grève se prolonge dans certaines entreprises, et le 3 mai 1886, une manifestation fait trois morts parmi les grévistes des usines McCormick Harvester. Le lendemain a lieu une marche de protestation et dans la soirée lors de la dispersion a lieu le massacre de Haymarket Square.

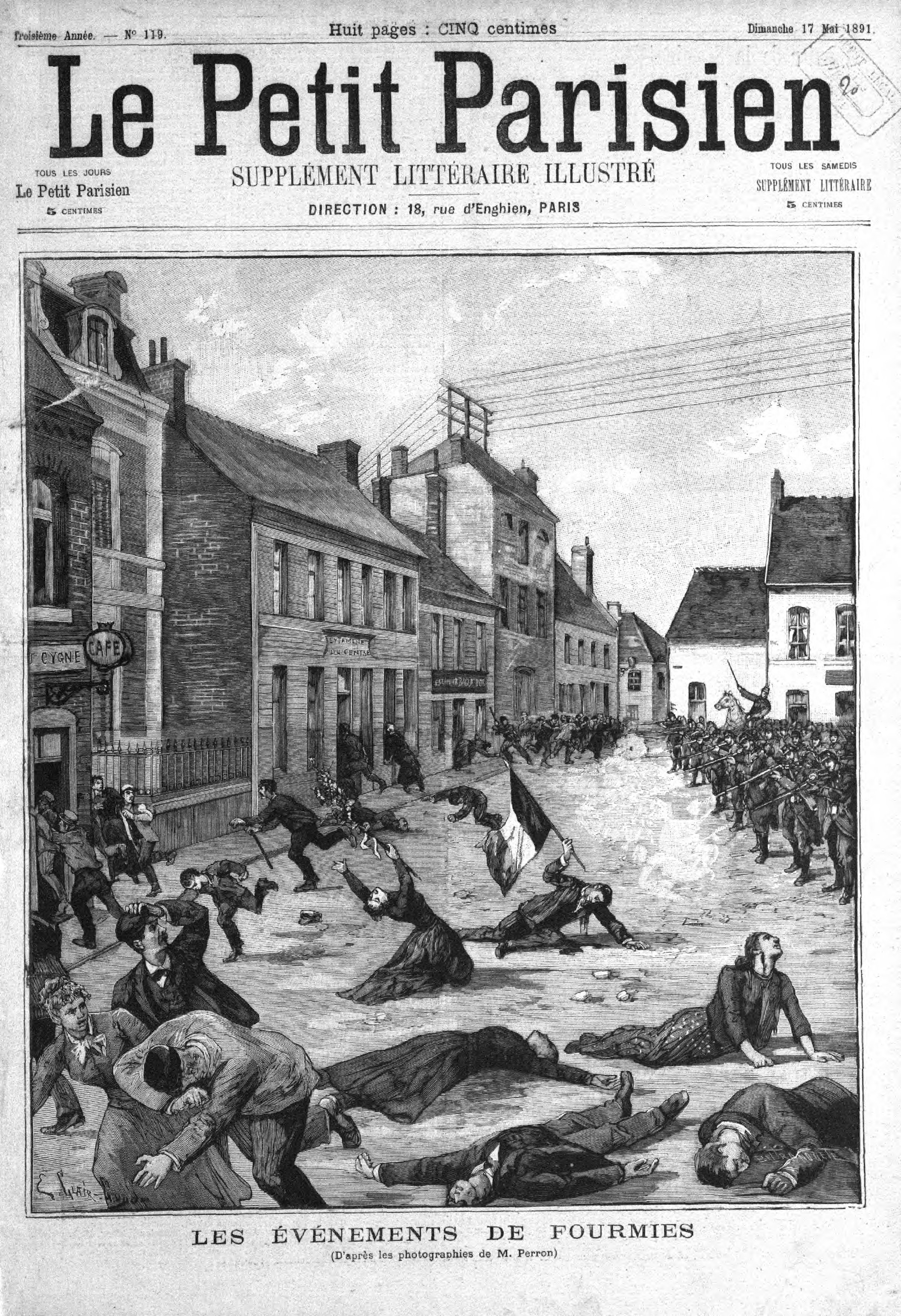
La fusillade de Fourmies.

En 1889, la IIe Internationale socialiste se réunit à Paris, à l'occasion du centenaire de la Révolution française et de l’exposition universelle.
Sous l’impulsion de Jules Guesde et de son Parti ouvrier français (Guesde inventera le terme de « fêtes du travail » en 1890) et sur une proposition de Raymond Lavigne, cette Internationale décide le 20 juillet 1889 de faire de chaque 1er mai une journée de manifestation avec pour objectif la réduction de la journée de travail à huit heures (soit 48 heures hebdomadaires, le dimanche seul étant chômé).
Le 1er mai 1890, l'événement est ainsi célébré dans la plupart des pays, avec des participations diverses.
Le 1er mai 1891, à Fourmies, dans le Nord, en France, la manifestation tourne au drame. L'armée (145e et 84e régiments d'infanterie) tire sur les ouvriers et fait neuf morts (voir la Fusillade de Fourmies et affaire de Clichy). Avec ce nouveau drame, le 1er mai s’enracine dans la tradition de lutte des ouvriers européens. Les militants épinglent une églantine écarlate (Rosa canina ou Rosa rubiginosa), fleur traditionnelle du Nord, en souvenir du sang versé et en référence à Fabre d'Églantine.

## Mise en place
À l'exception de l'Australie, à la veille de la Première Guerre mondiale, la durée légale du travail dans les pays industrialisés, quand elle existe, est toujours de 10 heures voire 12 ou 14 heures en France.
En 1917, dès la révolution d'Octobre, le gouvernement bolchevique instaure la journée de 8 heures et la semaine de 48 heures.
C'est durant l'entre-deux-guerres que cette législation se met en place dans les pays industrialisés et qu'émerge l'idée d'une législation internationale.
Le 23 avril 1919, sur proposition du gouvernement Georges Clemenceau, qui craint une grève générale, le Sénat français ratifie la loi des huit heures et fait du 1er mai 1919 une journée chômée.
L'Organisation internationale du travail, fondée en 1919, s'inspire de cette loi pour sa convention n° 1 sur la durée du travail.